# Hans Rudolf Güdemann

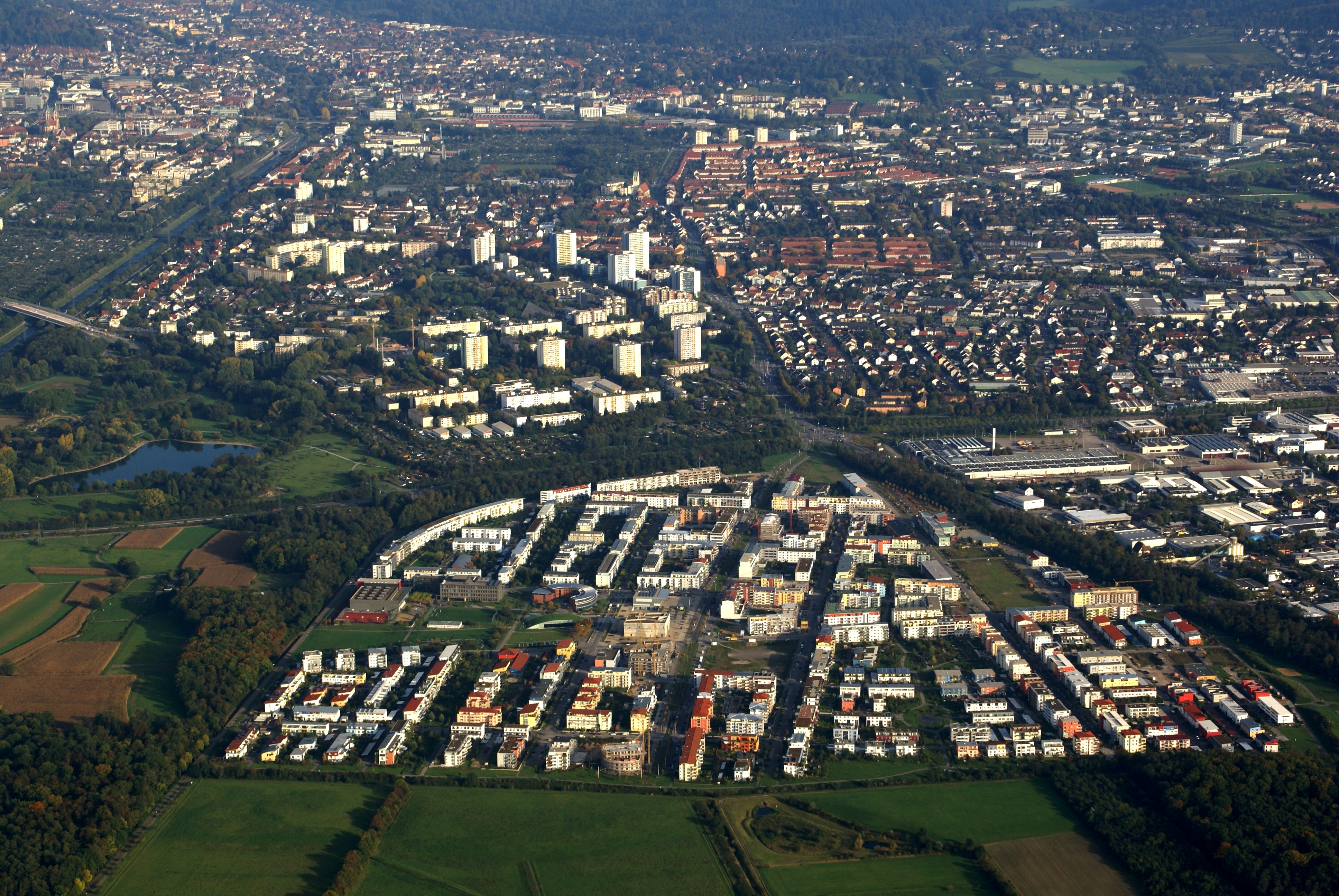
Freiburg im Breisgau, Stadtteil Rieselfeld (2007)

Hans Rudolf Güdemann (* 16. Oktober 1938; † 29. September 2020) war ein deutscher Architekt sowie Stadt- und Regionalplaner. Er war von 1999 bis 2006 Vorsitzender des Deutschen Werkbunds.

## Leben
Güdemann studierte Architektur an der Fachhochschule Konstanz.
Mehrere Hochbauentwürfe von Güdemann wurden realisiert, wie das neue evangelische Gemeindezentrum Lörrach (1968) und das Rathaus in seiner Heimatgemeinde Haagen (1970). 1970 gründete er die Planungsgruppe Südwest und war mit Stadt- und Ortspläne für mehr als 60 Gemeinden in Baden-Württemberg tätig. Zu den größten Aufträgen zählte die Planung des Freiburger Stadtquartiers Rieselfeld.  Für den Regionalverband Hochrhein-Bodensee entwarf seine Planungsgruppe "Das Strukturmodell Hochrhein".
Güdemann war in Berufs- und Fachverbänden engagiert, wie dem Bund Deutscher Architekten. Ab 1976 war er Mitglied des Deutschen Werkbundes Baden-Württemberg, von 1993 bis 2000 war er ihr Vorsitzender, von 1999 bis 2006 Vorsitzender des Deutschen Werkbunds. In Lörrach gehörte er dem Gestaltungsbeirat an. 
Sein Leben lang wohnhaft in Lörrach, wurde er auf dem Friedhof in Raich im Kleinen Wiesental beigesetzt, dessen 1992 eingeweihte Friedhofskapelle er geplant hat.

## Publikationen
- zusammen mit Gerhard Zickenheiner: DorfLeben. Spaziergänge durch Geschichte, Landschaften und Dörfer im Nautpark Südschwarzwald., Naturpark Südschwarzwald, 2011, ISBN 978-3-9810632-2-6.
- Stadtentwicklung und Dorfentwicklung in Müllheim in: Das Markgräflerland, Jahrgang 1990 Heft 1, S. 63–77. (Digitalisat)
- zusammen mit Georg Lang: Wandel im Dorf. Chancen und Aufgaben für die Zukunft. in: Das Markgräflerland, NF 11(41), Jahrgang 1980 Heft  3/4, S. 219–238. (Digitalisat)